# لواش
لواش (بالأذرية: Lavaş) هو نوع من الخبز منشأه أذربيجان، وينتشر هذا النوع من الخبز في تركيا وجورجيا وإيران وفي شعوب القوقاز. يتكون من الدقيق الأبيض والماء والملح.

## التسمية
تتكون كلمة «لواش» من مقطعين: «لو» أو «لاي» يعني «رفيع أو رقيق». و«أش» وتعني «طعام».
أدرج «لواش» تقليدًا لتحضير الخبز في القائمة التمثيلية للتراث الثقافي غير المادي للبشرية - لليونسكو في عام 2016.

## تحضيره
يُوضَع الدقيق في وعاء ويوضع ماء عليه ثم يضاف إليه الملح. ثم تُحضر دوائر صغيرة منه وتُعد رقائقًا. ثم يسخن الوعاء الصاج الخاص بالخبز على نار هادئة ويوضع هذا العجين بحيث تتشكل طبقة رقيقة، ويغطى لمدة دقيقة ثم تتم إزالتها ووضع غيرها وهكذا.
يؤكل اللواش مع الجبن والزبدة في الفطور، ومع الخضروات المختلفة. ويعد اللواش من المخبوزات طيبة الطعم وسهلة الهضم ويمكن إضافته إلى اللبن لعمل وجبة الشفوت.

## معرض صور

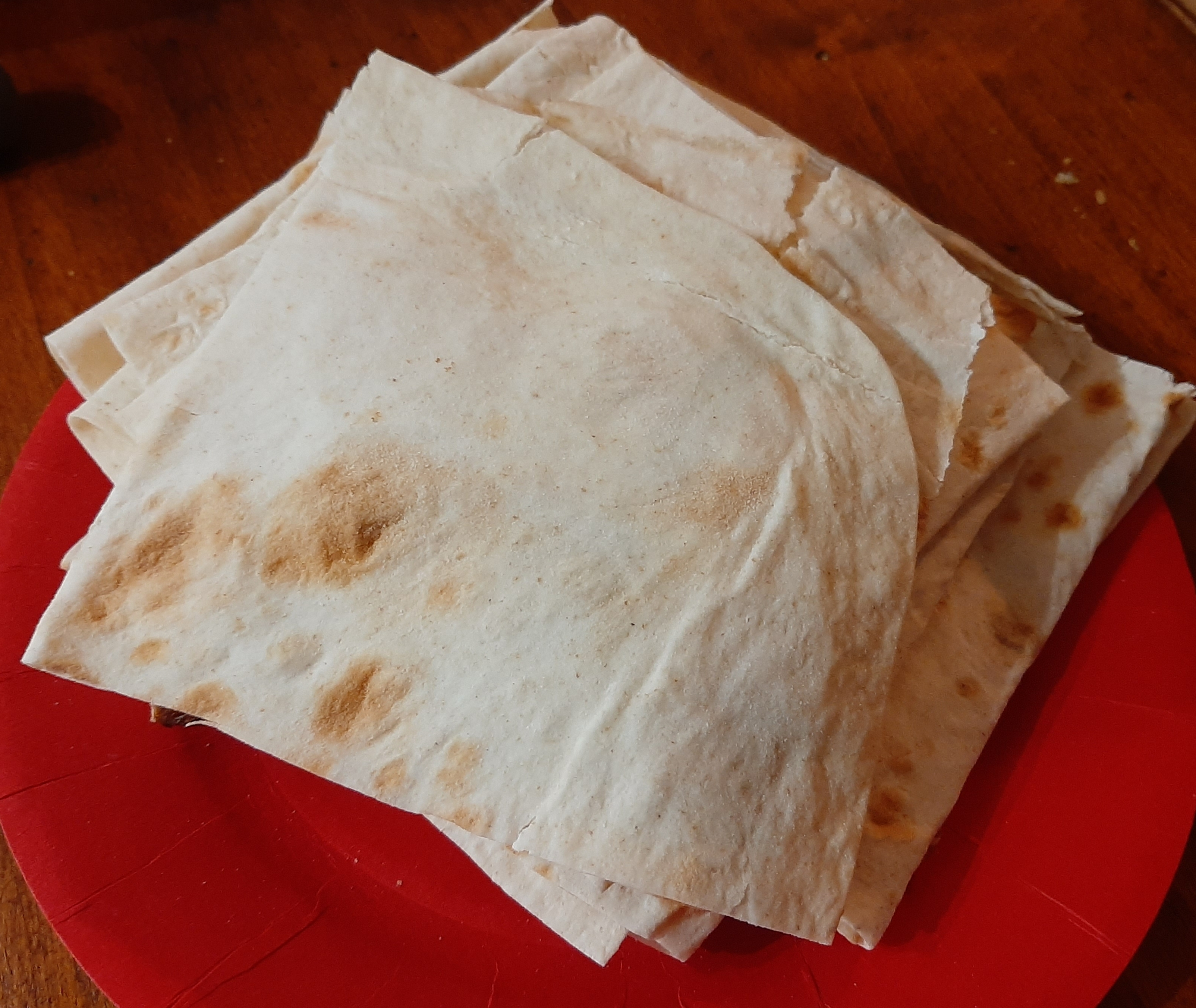
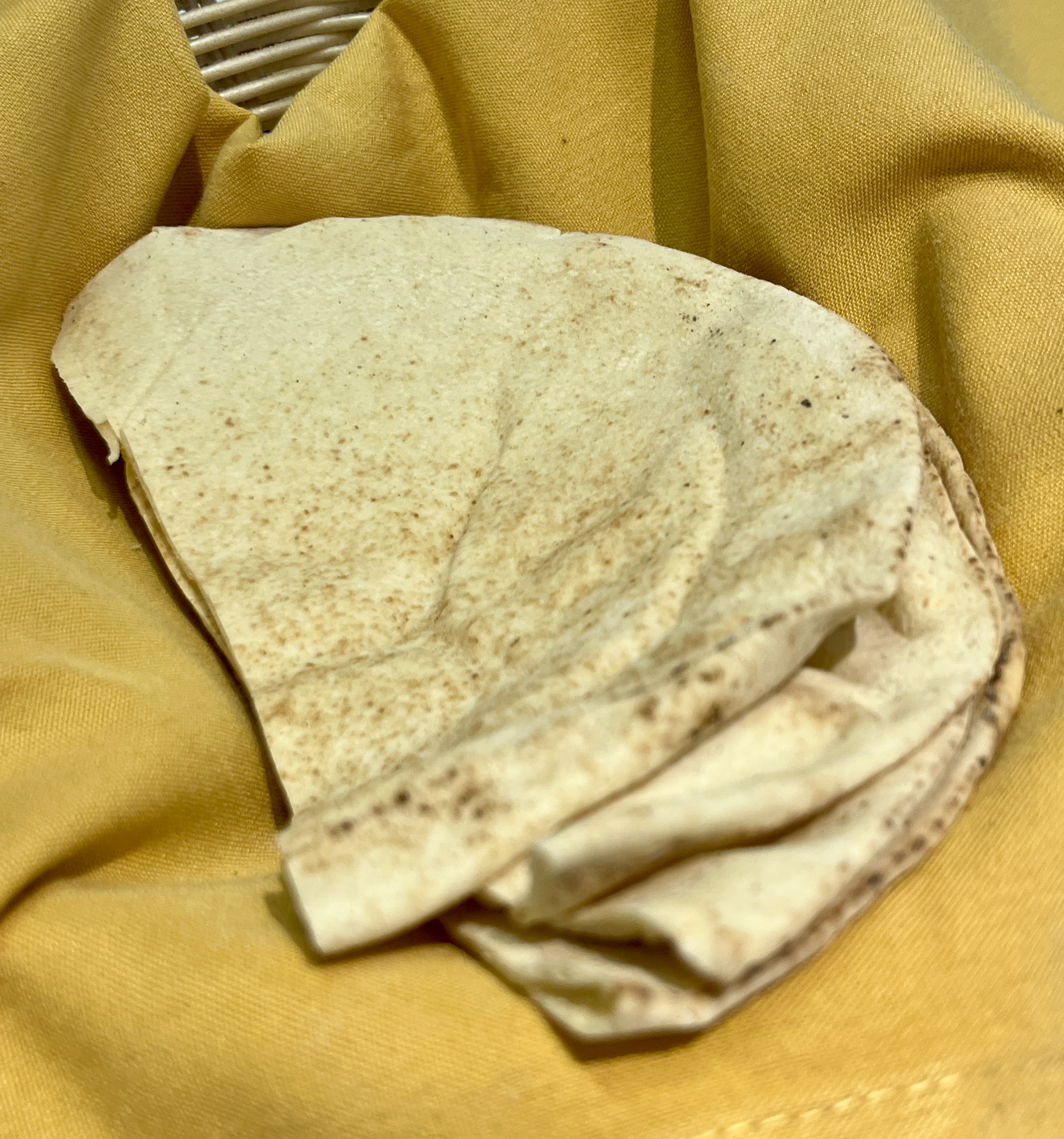
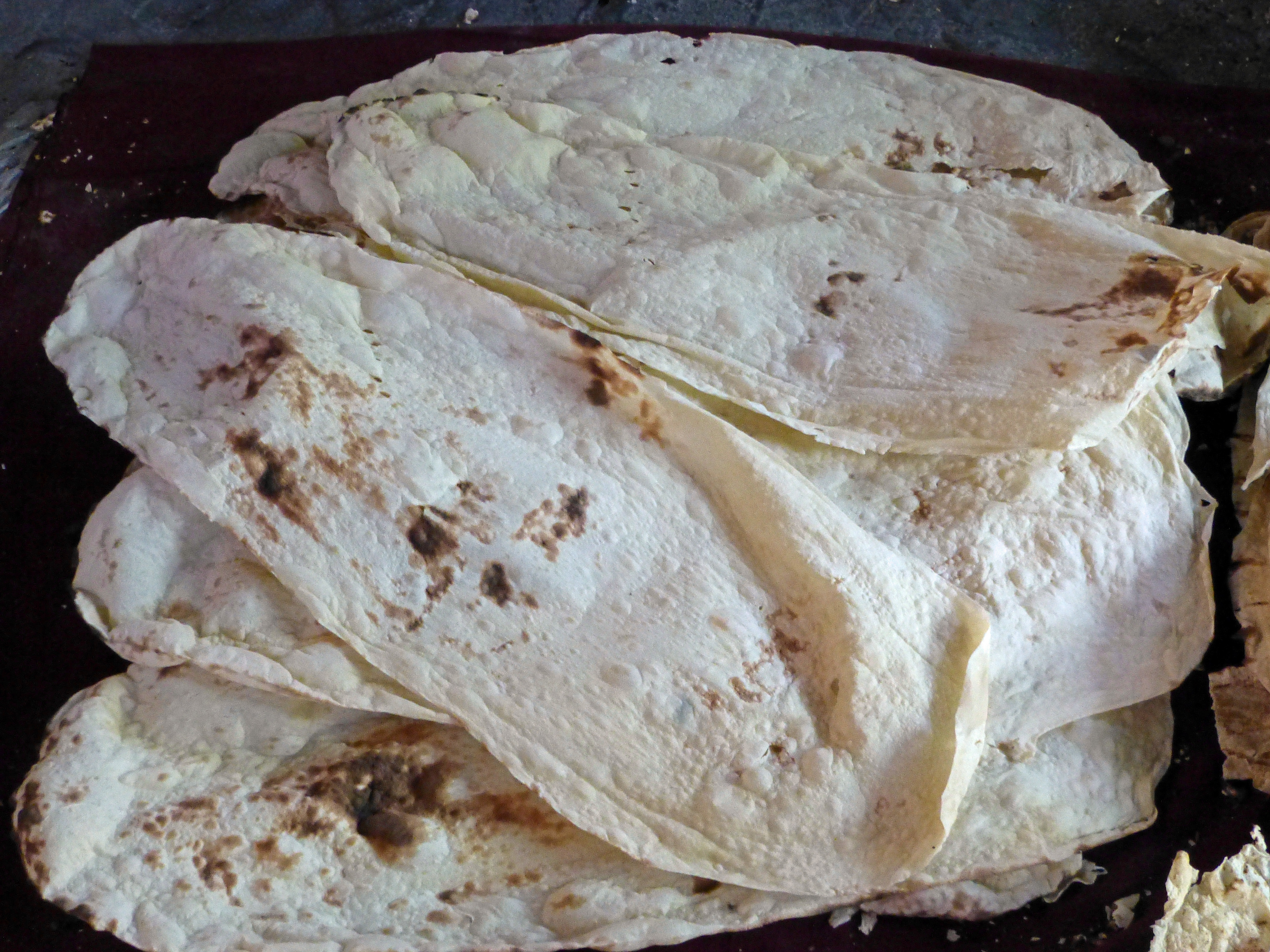
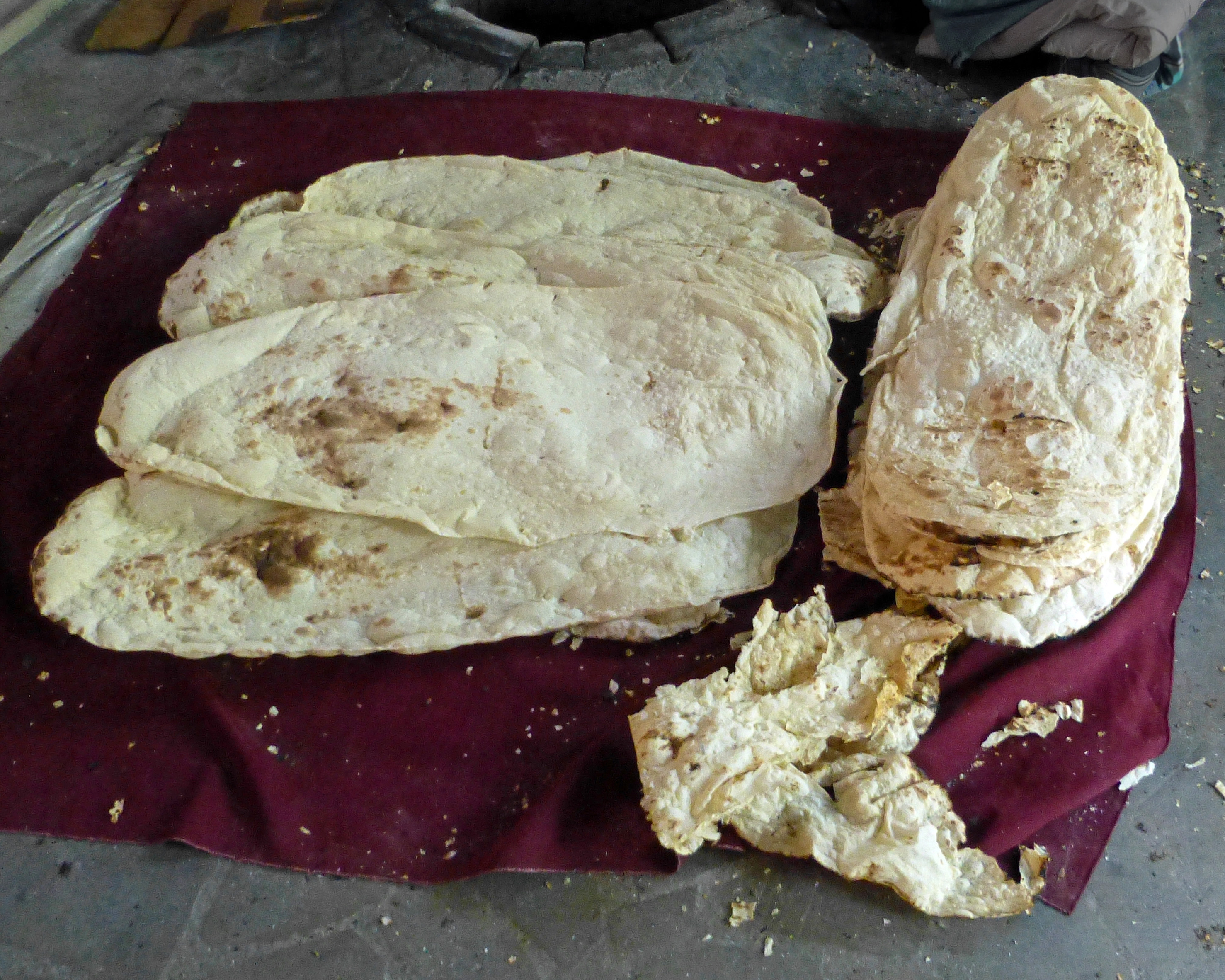
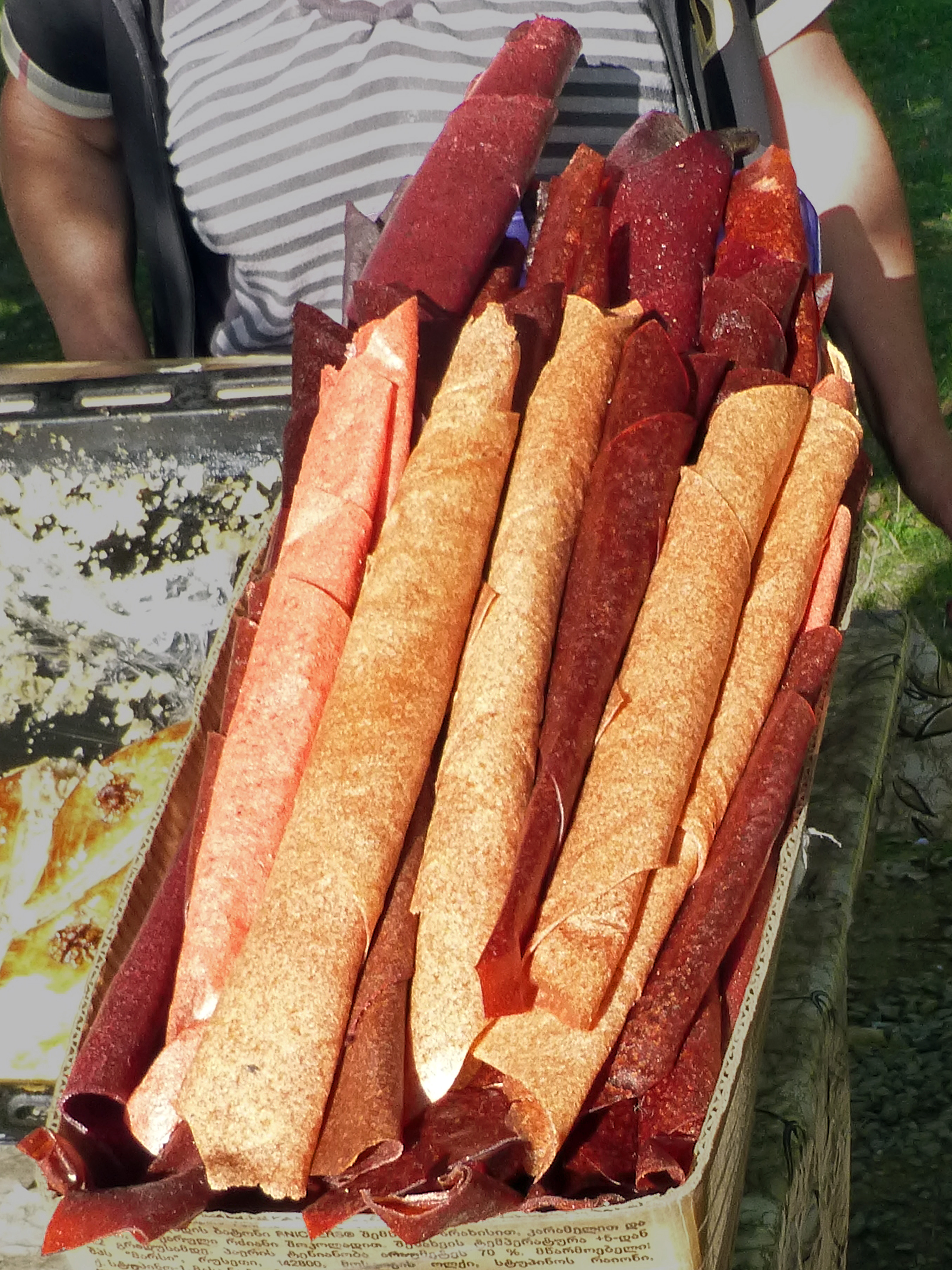
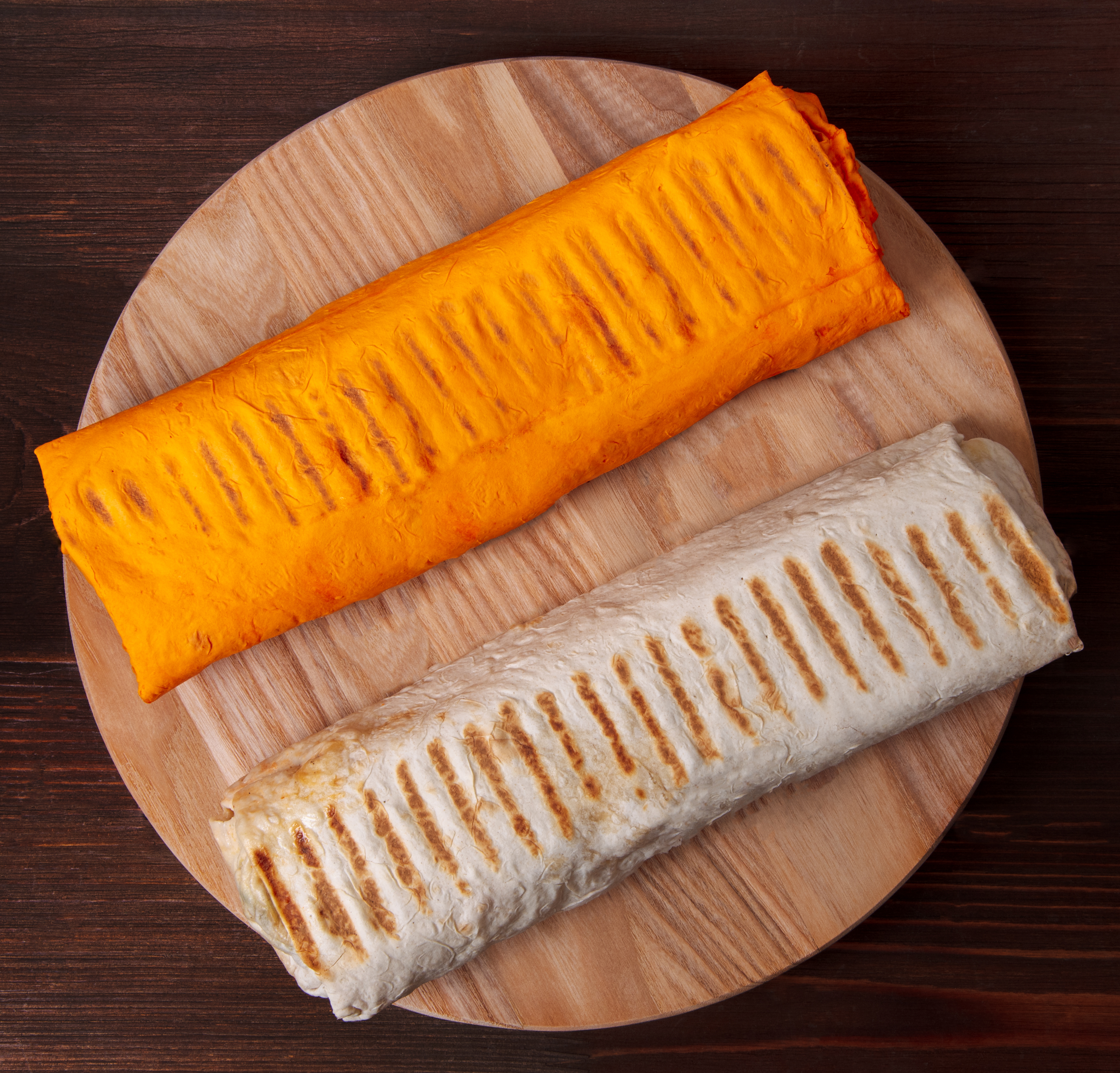
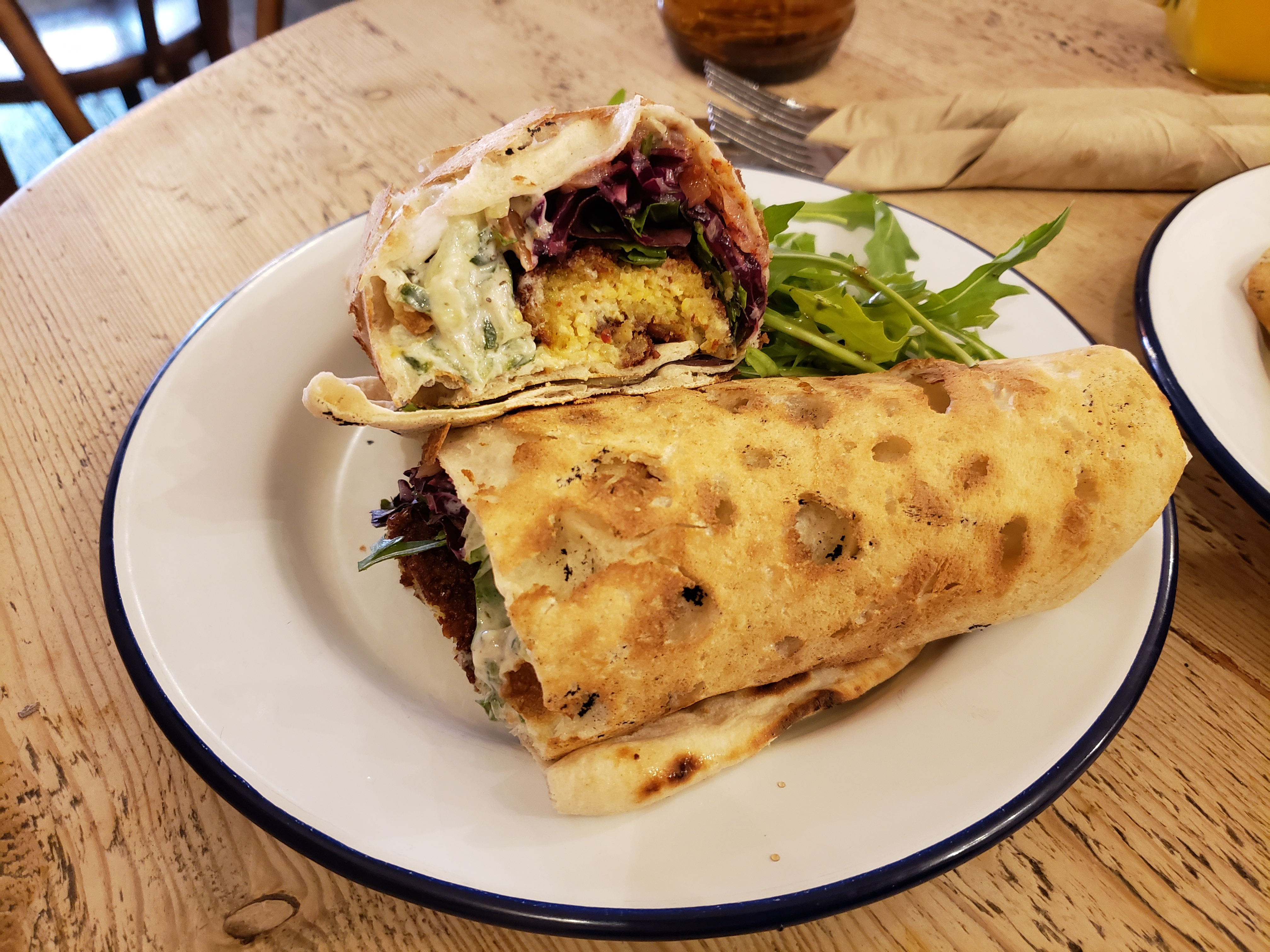
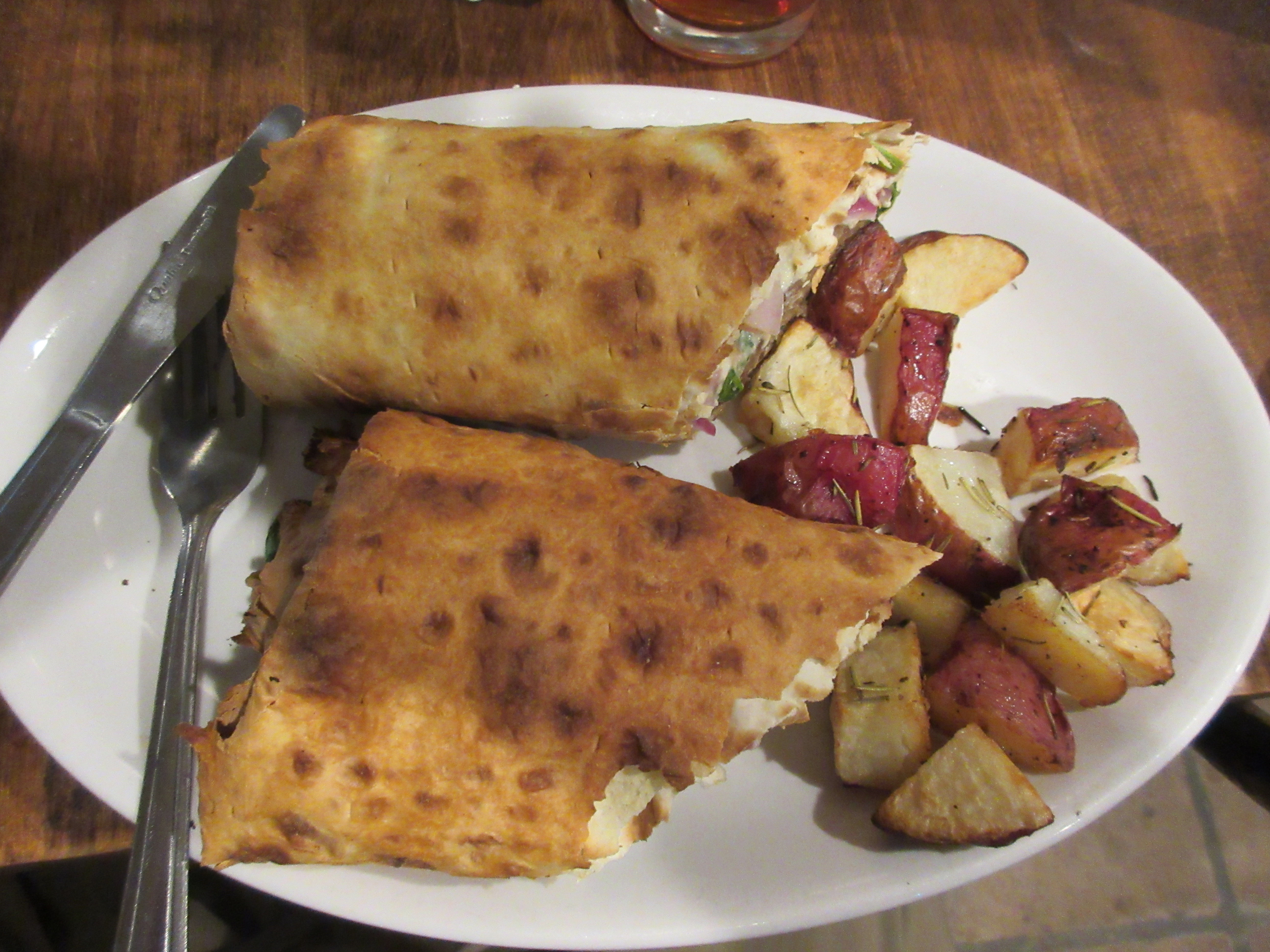
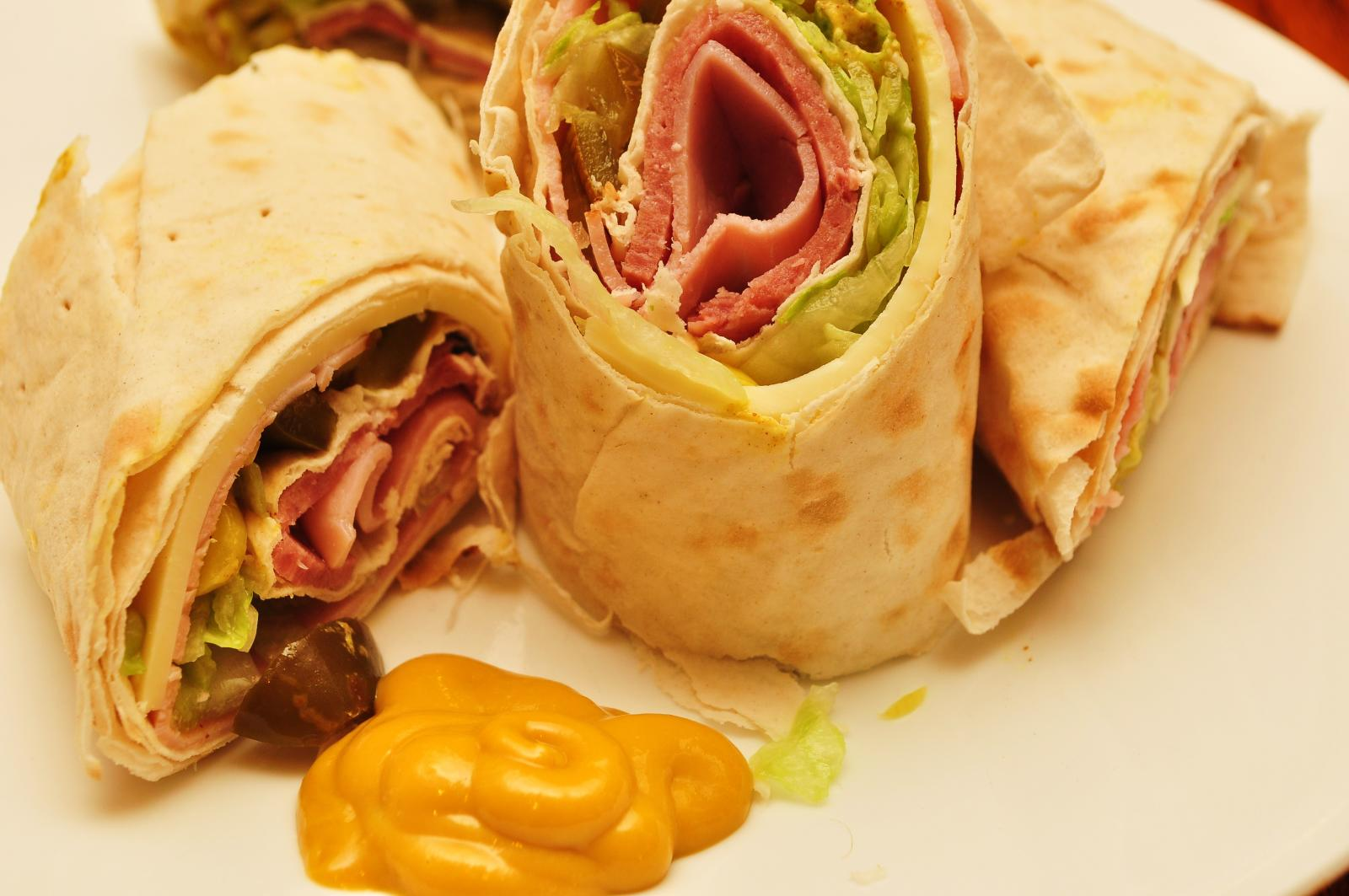
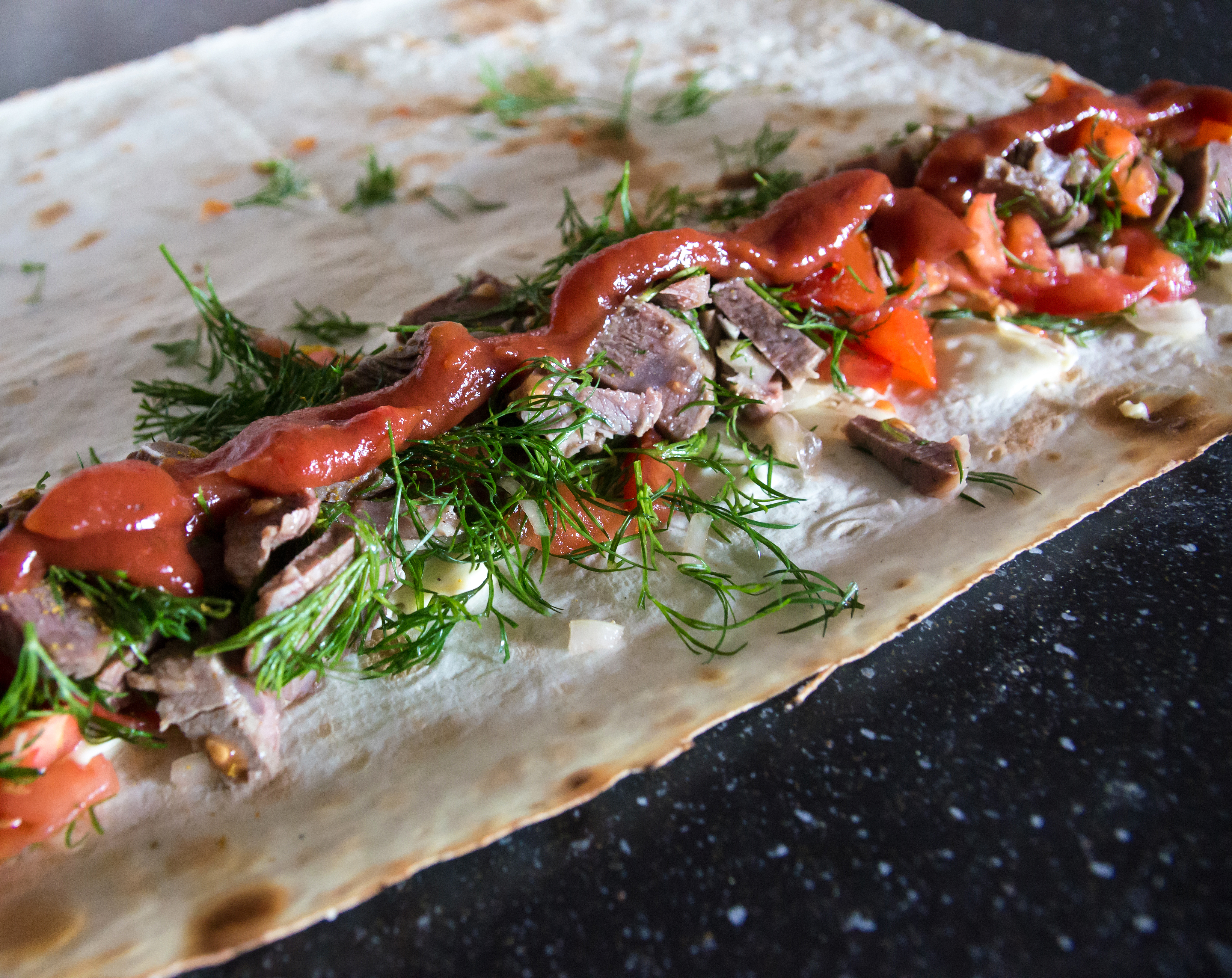
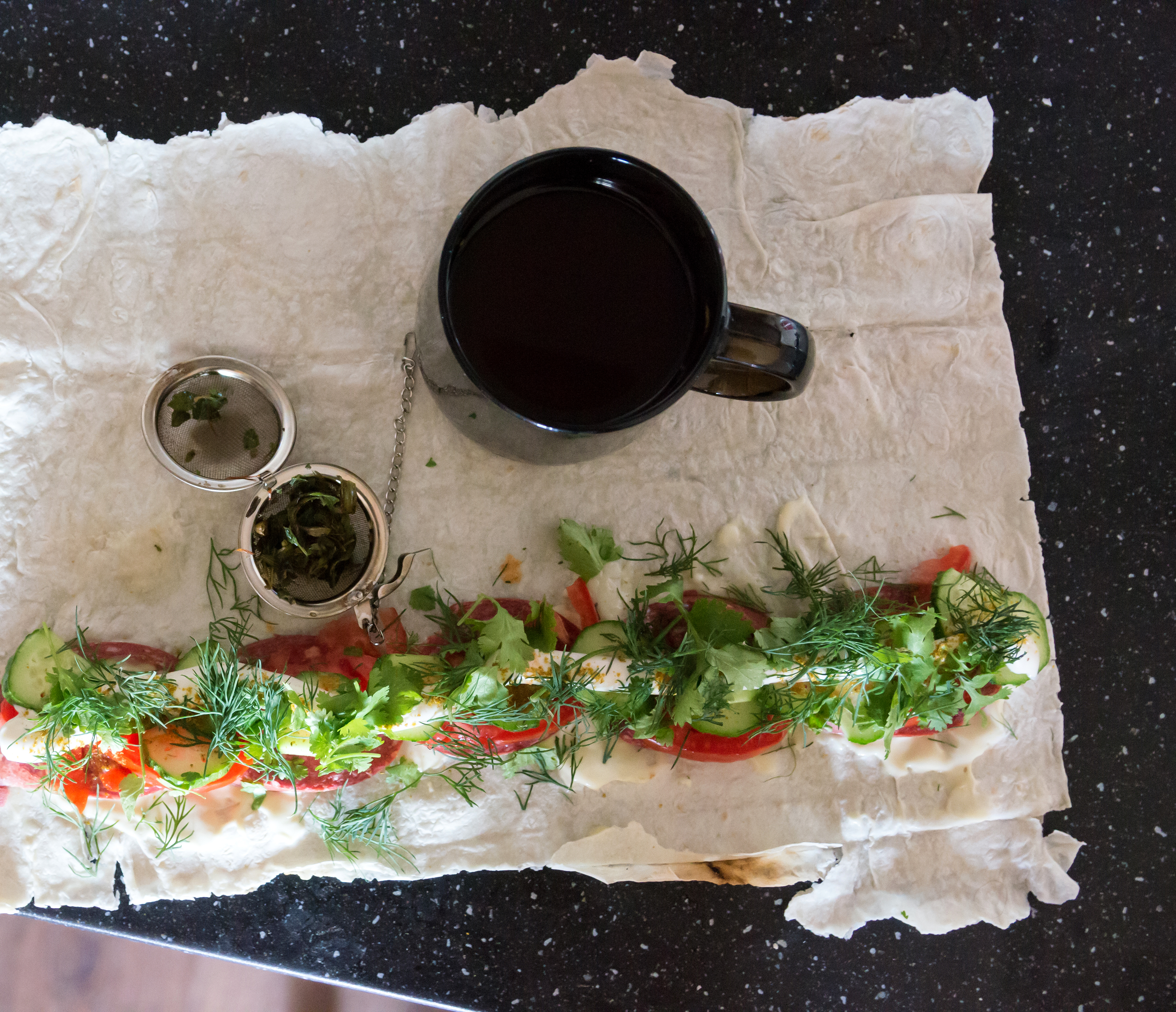